# IGoogle
iGoogle (dříve Google Personalized Homepage a Google IG) byla služba společnosti Google, která umožňovala uživateli přizpůsobit si AJAXovou domovskou stránku nebo personalizovaný webový portál. Google spustil službu původně v květnu 2005. Tato verze umožňovala přidat na stránku webový zdroj a Gadgety Google.
30. dubna 2007 přejmenoval Google službu „Google Personalized Homepage“ na „iGoogle“. Od 17. října 2007 zpřístupnil Google lokalizované verze ve 42 jazycích na více než 70 doménách.
1. listopadu 2013 byla služba zrušena. Mobilní verze byla ukončena již 31. července 2012.